# Receptores beta
Os receptores beta são receptores pós-sinápticos da adrenalina (epinefrina) e noradrenalina (norepinefrina), presentes em diversas partes do organismo humano, tais como, coração, rins, vasos sanguíneos do músculo esquelético e musculatura lisa bronquial. Existem três tipos a saber: beta-1, beta-2 e beta-3. 

## Ação
A ativação de todos os três tipos de receptores beta resulta na ação ativação de adenililciclase e no aumento da conversão de adenosina trifosfato (ATP) em cAMP. A ativação da enzima ciclase é medida pela proteína estimuladora Gs de acoplamento. O cAMP é o principal segundo mensageiro de ativação do receptor beta. No fígado de muitas espécies, a ativação do receptor beta aumenta a síntese de cAMP, que leva a uma cascata de eventos que culmina com a ativação de glicogênio fosforilase. No coração, a ativação do receptor beta aumenta o influxo de cálcio através da membrana celular e sua apreensão no interior da célula. A ativação do receptor beta também promove o relaxamento do músculo liso. Embora o mecanismo do efeito no músculo liso seja incerto, ele pode envolver a fosforilação da quinase da cadeia leve da miosina para uma forma inativa. Os adrenorreceptores beta podem ativar os canais de cálcio sensíveis à voltagem do coração por meio de um aumento mediado pela G, independentemente da mudança na concentração de cAMP. Sob determinadas circunstâncias, os receptores beta-2 podem acoplar-se às proteínas Gq. Demonstrou-se que esses receptores ativam as quinases adicionais, tais como as quinases MAP, formando complexos de multi subunidades no interior das células, que contêm múltiplas moléculas de sinalização. Além disso, indícios recentes sugerem que a formação de dímeros de receptores beta em si (tanto homodímeros como heterodímeros de receptores beta-1 e beta-2) está proeminentemente envolvida em seus mecanismos de sinalização. Ademais, a ativação agonista de receptores beta promove a associação de muitas proteínas diferentes a esses receptores, levando à ativação de vias de sinalização recentes adicionais que regulam as funções intracelulares complexas. De maneira semelhante, as proteínas adicionais interagem diretamente com os receptores alfa-1 e alfa-2, levando a mais respostas fisiológicas no nível celular. 

## Estímulo beta-1
- Efeitos cardíacos positivos
- Secreção de renina
- Ativação do sistema renina-angiotesina-aldosterora.

### Agonistas beta-1
- Dobutamina
- Isoprenalina

### Antagonista beta-1
- Metoprolol
- Atenolol
- Propranolol

## Estímulo beta-2
- Relaxamento do útero
- Vasodilatação (vasos sanguíneos do músculo esquelético)
- Relaxamento da musculatura lisa vascular
- Tremores musculares.
- Broncodilatação
- Liberação de insulina(estimula células beta do pâncreas)

### Agonistas beta-2
- Efedrina
- Clenbuterol
- Salbutamol
- Terbutalina
- Fenoterol

### Antagonistas beta-2
- Propranolol

## Estímulo beta-3
Possui quatro efeitos:
- Estimula queima gordura (Lipólise);
- Aumenta temperatura em músculos esqueléticos (termogênese de gordura parda e branca);
- Relaxa a bexiga;
- No coração normal diminui a contratilidade do coração (inotropismo negativo moderado), mas em pessoas com insuficiência cardíaca crônica protege o coração contra remodelamento (hipertrofia) e arritmia. Os receptores beta 3 são resistentes a dessensibilização, permitindo uso prolongado com cardioprotector.[3]

Medicamentos que atuem somente em Beta 3 ainda estavam na fase de testes em 2010-2011 e só devem ser comercializados nas farmácias a partir de 2020.